# Klakah (Selo)
Klakah is een bestuurslaag in het regentschap Boyolali van de provincie Midden-Java, Indonesië. Klakah telt 2760 inwoners (volkstelling 2010).